# Kenneth Garrison

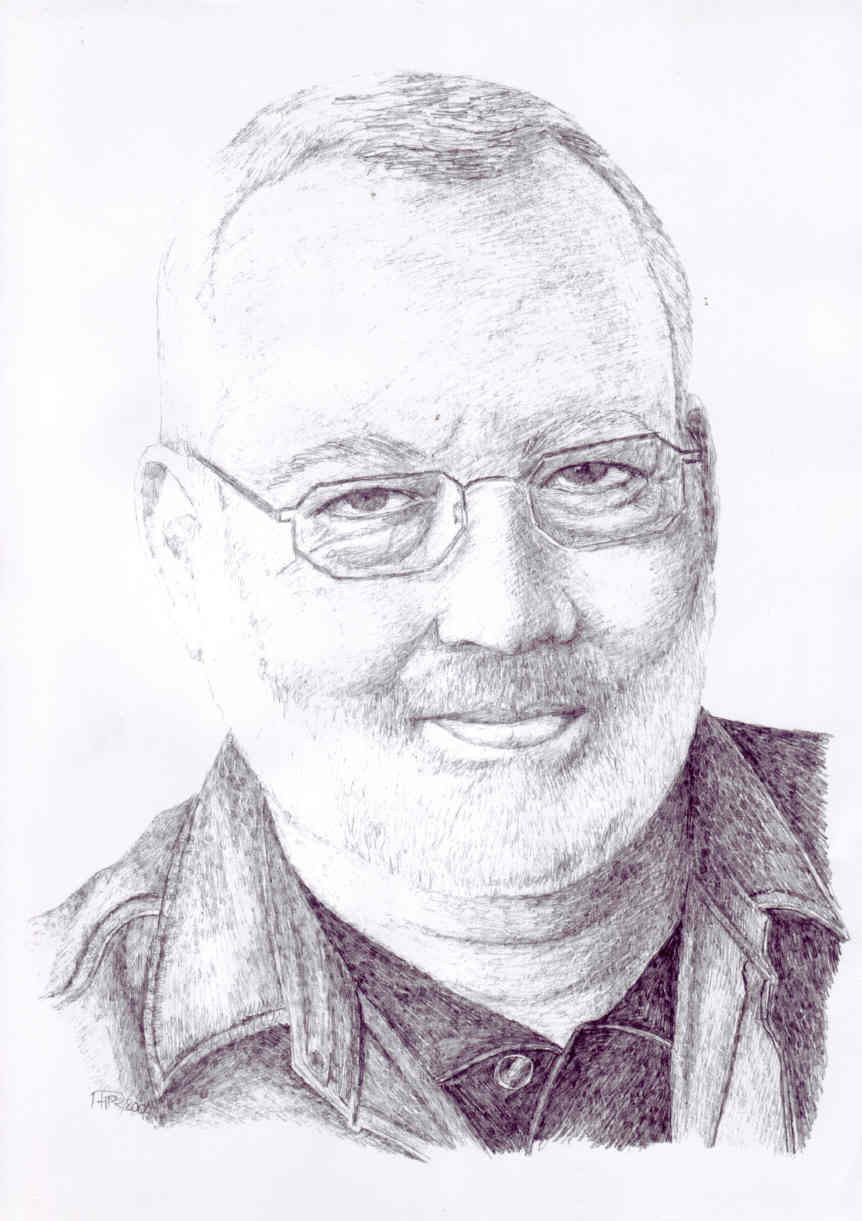
Porträt von HPC Reutemann im Auftrag von Markus Ritzinger für Kenneth Garrison

Kenneth „Ken“ Garrison (* 1948 in Louisiana, USA) ist ein US-amerikanischer Opernsänger (Tenor).

## Leben
Bereits als Kind wurde seine musikalische Begabung durch seine Eltern erkannt und gefördert. Schon früh wirkte er als Tänzer und Sänger bei schulischen Musical-Aufführungen mit. Garrison arbeitete 13 Jahre als Klarinettist und begann dann mit dem Gesangsstudium in Louisiana und Texas. Später wechselte er nach Santa Barbara (Kalifornien) für weitere Studien bei Allan Lindquest. Die nächste Station war die Hochschule Mozarteum in Salzburg. Hier wurde er u. a. von Paul Schilhawsky unterrichtet. Während dieser Zeit war er bereits Konzertsolist im Salzburger Dom. Schließlich nahm er noch bei den Heldentenören Helge Rosvaenge und Hans Hopf Privatunterricht in München.
Von Salzburg aus wurde er nach Regensburg, Oldenburg, ans Badisches Staatstheater, Karlsruhe, ans Saarländische Staatstheater nach Saarbrücken und an die Bayerische Staatsoper in München engagiert. Bis einschließlich 1992 gehörte er dem Ensemble der Bayerischen Staatsoper an. Dort trat er in einer Vielzahl von kleinen und großen Rollen auf.
- 1987 interpretierte er alternierend mit René Kollo den Kaiser in Richard Strauss’ Die Frau ohne Schatten an der Seite von Cheryl Studer als Kaiserin.
- 1990/1991 standen die Debüts an der Mailänder Scala und der Wiener Staatsoper im Mittelpunkt.
- Als Ensemblemitglied der Bayerischen Staatsoper München ging Garrison im Herbst 1992 auf Japantournee. Hier brillierte er als Erik aus dem Fliegenden Holländer und Kaiser aus der Frau ohne Schatten.
- Seit 1993 ist Kenneth Garrison als freischaffender Charaktertenor u. a. an der Wiener Staats- und Volksoper, der Mailänder Scala, in Genua, Göteborg, Kopenhagen, Bergen, Paris, Nancy, Straßburg, Toulouse, Pamplona, St. Gallen, Luzern, Luxemburg, Mexiko-Stadt, Hamburg, Stuttgart, Berlin, Münster, Ulm, Halle, Rostock, Düsseldorf, Duisburg, Dresden, Leipzig, Gera, Altenburg, Mannheim, Wiesbaden, Kapstadt/Südafrika, Japan (Tokio, Nagoya, Osaka, Yokohama), Palermo tätig.

## Rollen (Auswahl)
- Ludwig von Beethoven – Chorfantasie (Tenorsolo) – 9. Sinfonie (Tenorsolo)
- Alban Berg – Wozzeck (Hauptmann)
- Steffano Bernardi – Missa Il bianco e dolce cigno (Tenorpartie)
- Georges Bizet – Carmen (Don Jose)
- Hans-Jürgen von Bose – Schlachthof 5 (Weary), Deutscher Wachsoldat, 1. Stiefschwester und Taube im Aschenputtel-Spiel, Arzt, Robert (Billys Sohn)
- Marc-Antoine Charpentier – Te Deum (Solotenor)
- Antonín Dvořák – Dimitrij (Dimitrij)
- Johann Joseph Fux – Missa Purificationis (Tenorpartie)
- Detlev Glanert – Scherz, Satire, Ironie und tiefere Bedeutung (Dichter Rattengift)
- Wilfried Hiller – Eduard auf dem Seil (Rolle unbekannt)
- Engelbert Humperdinck – Hänsel und Gretel (Knusperhexe)
- Leoš Janáček – Aus einem Totenhaus (Rolle unbekannt)
- Wolfgang Amadeus Mozart – Idomeneo (Idomeneo) – Le nozze di Figaro (Basilio) – Missa Brevis (KV192 = KV186f) (Solotenor) – Missa solemnis (KV337) (Solotenor)
- Modest Petrowitsch Mussorgski – Boris Godunov (Dimitrj)
- Michael Nyman – Facing Goya (Tenorpartie)
- Sergei Sergejewitsch Prokofjew – Die Liebe zu den drei Orangen (Prinz)
- Giacomo Puccini – Turandot (Pang)
- Aribert Reimann – Gespenstersonate (Student)
- Wolfgang Rihm – Jakob Lenz (Kaufmann)
- Johann Heinrich Schmelzer – Missa Jesu Crucifixi (Tenorpartie)
- Dmitri Dmitrijewitsch Schostakowitsch – Lady Macbeth von Mzensk (Der Schäbige)
- Franz Schubert – Messe Nr. 2 in G-Dur (Tenorpartie)
- Bedřich Smetana – Die verkaufte Braut (Wenzel)
- Richard Strauss – Arabella (Elemer) – Die ägyptische Helena (Da-Ud) – Elektra (Ägist) – Die Frau ohne Schatten (Kaiser, Der Bucklige) – Salome (Herodes, Narraboth, 3. Jude)
- Giuseppe Verdi – Aida (Radames) – Nabucco (Ismaele) – Otello (Otello, Cassio) – Messa da Requiem (Tenorpartie)
- Georg Christoph Wagenseil – Missa Gratias agimus tibi (Tenorpartie)
- Richard Wagner – Das Liebesverbot (Luzio) – Der fliegende Holländer (Erik, Steuermann) – Das Rheingold (Mime, Loge) – Die Walküre (Siegmund) – Siegfried (Mime) – Die Meistersinger von Nürnberg (Balthasar Zorn) – Parsifal (Parsifal) – Tannhäuser (Tannhäuser) – Tristan und Isolde (Ein Hirte)
- Carl Maria von Weber – Der Freischütz (Max)
- Riccardo Zandonai – Francesca da Rimini (Malatestino)
- Gérard Zinstag – Ubu Coku (Ubu Coku)

## Aufnahmen (Auswahl)
- Wolfgang Amadeus Mozart – Missa Brevis in F-Dur (KV 192 = KV186f) für Soli, Chor, Orchester und Orgel: Margaret Nessel (Sopran), Ingrid Mayr (Alt), Kenneth Garrison (Tenor), Hartmut Müller (Bass), Dirigent: Ernst Hinreiner, Salzburger Rundfunk- und Mozarteum-Chor, Camerata Academica des Mozarteums Salzburg, Rundfunkübertragung vom 25. Januar 1976 aus St. Peter. Aufnahmeleitung: Josef Ihring, Tonmeister: Harald Waldl, Ansage Christian Lichtenberg, Bezugsquelle: ORF Salzburg auf Anfrage
- Richard Strauss – Frau ohne Schatten: Der Kaiser: René Kollo, Die Kaiserin: Cheryl Studer, Die Amme: Hanna Schwarz, Der Geisterbote: Andreas Schmidt, Barak/Der Färber: Alfred Muff, Die Färberin: Ute Vinzing, Der Einäugige: Jan Hendrik Rootering, Der Einarmige: Kurt Rydl, Der Bucklige: Kenneth Garrison, Die Wächter: Andreas Schmidt/Jan Hendrik Rootering/Kurt Rydl, Dirigent: Wolfgang Sawallisch, Chor des Bayerischen Rundfunks, Tölzer Knabenchor, Symphonie Orchester des Bayerischen Rundfunks (Aufgenommen im Herkulessaal München – EMI 1987) Hinweis: Erste vollständige Aufnahme!

## Chronologische Auftritte (Auswahl)
1975
- 5. Juni 1975: Pontifikalamt im Salzburger Dom im Rahmen der 900-Jahre-Feier der Festung Hohensalzburg
Wolfgang Amadeus Mozart: Missa solemnis (KV337) für Soli, gemischter Chor und Orchester
Mitwirkende: Margareta Nessl, Uta Palzer, Kenneth Garrison, Hartmuth Müller, Domchor, Mozarteumorchester, Domorganist Zukriegel, Domkpm. Anton Dawidowicz
Hinweis: Pontifikalamt wurde von Erzbischof Berg gehalten.
- 17. August 1975: Konzert im Salzburger Dom
Franz Schubert: Messe Nr. 2 in G-Dur für Soli, gemischten Chor, Streicher und Orgel
Mitwirkende: Bettina Cosack, Kenneth Garrison, Walter Raninger, Christa Hoffermann, Domchor, Mozarteumorchester, Domorganist Zurwinkel, Leitung: Domkpm. Anton Dawidowicz
- 31. August 1975: Konzert im Salzburger Dom
Johann Heinrich Schmelzer: Missa Jesu Crucifixi für Soli und achtstimmigen Doppelchor 
Mitwirkende: Elisabeth Lessky, Gabriele Sima, Edith Steininger, Hermine Saidula, Alan Paddle, Kenneth Garrison, William Wackett, Walter Raninger – Chor der 16. Österreichischen Werkwoche für Kirchenmusik, Mitglieder der Wiener Philharmoniker und des Mozarteumorchesters Salzburg, Orgel: Walter Sengstschmid, Leitung: Friedrich Lessky
- 28. September 1975: Konzert im Salzburger Dom
Johann Joseph Fux: Missa Purificationis für Soli, gemischter Chor, Streicher und Orgelcontinuo
Mitwirkende: Bettina Cosack, Kenneth Garrison, Walter Raninger, Christa Hoffermann, Domchor, Mozarteumorchester, Domorganist Zukriegel – Leitung: Domkpm. Anton Dawidowicz
- 20. November 1975: Konzert der Salzburger Liedertafel im Mozarteum, Großer Saal
Wolfgang Amadeus Mozart: Dir, Seele des Weltalls (KV429), Ludwig van Beethoven: Chorfantasie (op. 80), Marc-Antoine Charpentier: TE DEUM
Mitwirkende: Cornelia Dolan, Sopran – Martine Duruz, Sopran – Uta Palzer, Alt – Kenneth Garrison, Tenor – Leopold Köppl, Bass – Erika Frieser, Klavier – Stefan Klinda, Orgel – Chor der Salzburger Liedertafel – Orchester der Hochschule Mozarteum – Kurt Prestel, Dirigent
- 14. Dezember 1975: Bad Reichenhaller Abendmusiken
Johann Sebastian Bach: Kantate Nr. 61 für Soli, Chor und Orchester Nun komm, der Heiden Heiland
Kenneth Garrison a. G., Motettenchor Bad Reichenhall, Ein Streicherensemble, Dietrich Hildebrand (Leitung und Orgel)
Weitere Mitwirkende des Abends: Cornelia Dolan, Sopran – Gisela Grössler, Sopran – Maria Reisenauer, Sopran – Ralf Grössler, Tenor – Hartmut Müller, Bass – Gertrud Huber, Violine – Hildegard Schwarz (V'cello) – Herr Überreiter, Kontrabass – Marianne Hildebrand, Cembalo – Blockflötenensemble: Margit Grössler, Ilse Gugg, Doris, Eva, Ursula Seufert, Ursula Schöndorfer, Christiane, Ursula Welschen
Eine Veranstaltung der Evang.-Luth.-Kirchengemeinde Bad Reichenhall

1976
- 25. Januar 1976: Mozart-Woche in Salzburg (23. Januar 1976 bis 1. Februar 1976)
Wolfgang Amadeus Mozart: Missa Brevis in F-Dur (KV 192 = KV186f) für Soli, Chor, Orchester und Orgel
Mitwirkende Margareta Nessel (Sopran), Ingrid Mayr (Alt), Kenneth Garrison (Tenor), Hartmut Müller (Bass), Dirigent: Ernst Hinreiner, Salzburger Rundfunk- und Mozarteum-Chor, Camerata Academica des Mozarteums Salzburg.
Hinweis: Rundfunkübertragung vom 25. Januar 1976 aus St. Peter. Aufnahmeleitung: Josef Ihring, Tonmeister: Harald Waldl, Ansage Christian Lichtenberg
- 1. März 1976: Konzert im Salzburger Dom
Georg Christoph Wagenseil: Missa Gratias agimus tibi in A-Dur für Soli, gemischter Chor und Orchester
Mitwirkende: Margareta Nessl (Sopran), Kenneth Garrison (Tenor), Christa Hoffermann, Uta Palzer, William Hakkett, Gerhard Walterskirchen (Orgel), Domchor, Mozarteumorchester, Domkpm. Anton Dawidowicz
- 15. April 1976: Konzert im Salzburger Dom
Steffano Bernardi: Missa Il bianco e dolce cigno für Solo, vierstimmigen gemischten Chor und Orgel
Mitwirkende: Tenorsolo: Kenneth Garrison, Domorganist Zukriegel, Domkpm. Anton Dawidowicz

2000
- 23. September 2000: Nico Malan Opernhaus (jetzt Artscape Theatre Centre), Kapstadt
Richard Wagner: Tannhäuser
Mitwirkende: Kenneth Garrison (Tannhäuser), Carla Pohl (Venus), Maria Slavkova (Elisabeth), George Stevens (Wolfram), Rouel Beukes (Hermann), Reinhard Schwarz (Dirigent), Peter Cazalet (Bühnenbild und Kostüme), Nick Michaletos (Licht)
Hinweis: Erste Aufführung des Tannhäusers in Südafrika.
- 22. November 2000: Kammertheater des Opernhaus Halle
Wolfgang Rihm: Jakob Lenz
Mitwirkende: Gerd Vogel (Jakob Lenz) – Jürgen Trekel (Oberlin) – Kenneth Garrison (Kaufmann) – Florian Frannek (Dirigent) – Werner Pichler (Inszenierung) – Mitglieder des Orchesters des Opernhauses Halle – Hinweis: Dritte Aufführungsstaffel.